# Yamamoto Gonnohyōe

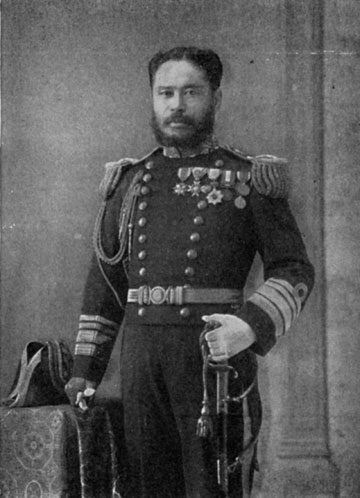
Yamamoto im Jahr 1904

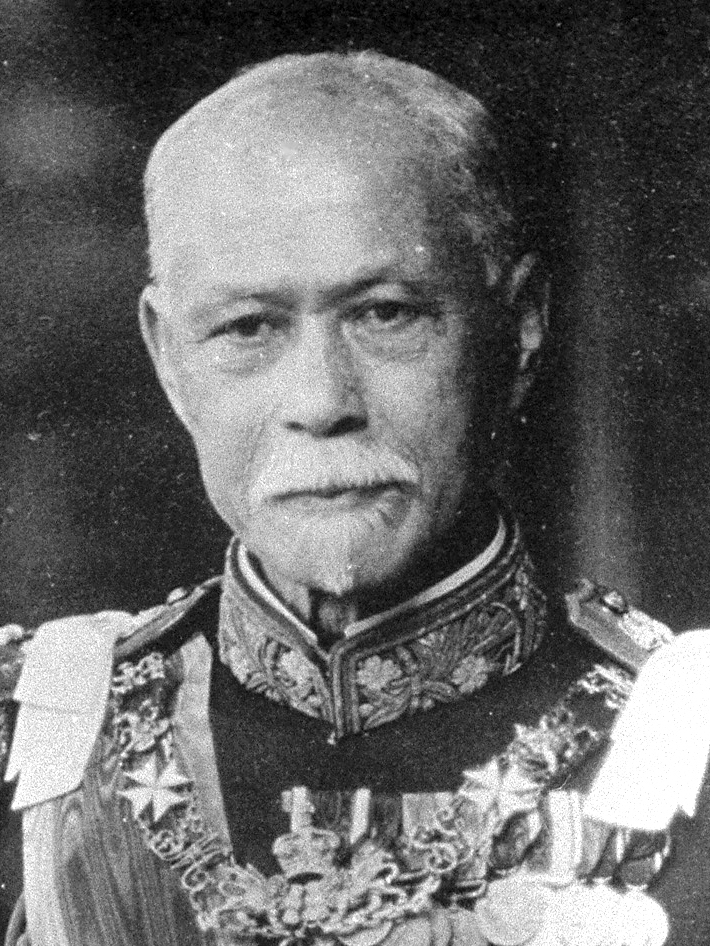
Yamamoto

Hakushaku Admiral Yamamoto Gonnohyōe (japanisch 山本 権兵衛; * 26. November 1852 in Kagoshima; † 8. Dezember 1933 in Takanawa, Tokio, auch Gonbē/Gonbee/Gombē/Gombee genannt) war ein japanischer Militär und der 16. und 22. Premierminister Japans.
Er wurde in der Burg Kagoshima in der Provinz Satsuma (heute Präfektur Kagoshima) als Sohn eines Samurai des Shimazu-Clans geboren. Nachdem er im Boshin-Krieg auf Seite Satsumas gekämpft hatte, studierte er nacheinander an mehreren staatlichen Schulen. Er machte 1874 seinen Abschluss auf der Marineakademie. Von 1898 bis 1906 war er Marineminister. Während dieser Zeit bereitete er den Russisch-Japanischen Krieg vor und zeigte Stärke bei der Führung der japanischen Marine. Er erkannte das Talent Togo Heihachiros als Admiral und ernannte ihn zum Chef-Admiral der Großen Flotte der japanischen Marine.
Am 21. September 1907 wurde Yamamoto zum Hakushaku ernannt.
Als Politiker verfolgte er nicht nur das Wohl der Marineverwaltung, sondern suchte auch das Gleichgewicht zwischen ihr und anderen Teilen der Regierung zu wahren. Er hatte auch Verständnis für Forderungen nach einer demokratischen und verfassungsmäßigen Regierung.
Während seiner Regierungszeit als Premierminister schaffte er die Regel ab, dass sowohl Marine- als auch Heeresminister aktive Militärs sein müssten. Doch auf Grund des Siemens-Skandals trat er zurück. In ihm war der Regierung vorgeworfen worden, von Siemens bestochen worden zu sein, um die Beschaffung von Marineschiffen zu beeinflussen. Allerdings war Yamamoto unschuldig und übernahm nur die Verantwortung für seine Untergebenen.
1923 wurde er erneut zum Premierminister ernannt und zeigte Führungsstärke beim Wiederaufbau Tokios nach dem Großen Kanto-Erdbeben. Er versuchte, das Wahlrecht zu reformieren und allen erwachsenen Männern ohne Beschränkung das Stimmrecht zuzuerkennen. Aber er sollte noch einmal zurücktreten müssen. Am 27. Dezember 1923 hatte Namba Daisuke, ein japanischer Student, versucht, Prinzregent Hirohito zu ermorden. Das gesamte Kabinett trat aus Scham darüber zurück, dass es den Anschlag nicht hatte verhindern können.
Einen Tag nach seinem Tode wurde ihm postum der höchste japanische Orden, der Chrysanthemenorden mit Halskette, verliehen.